# Marc Grosjean
Marc Grosjean (* 11. September 1958 in Lüttich) ist ein belgischer Fußballtrainer und ehemaliger Spieler.

## Karriere
Grosjean stammt aus Sprimont in den Lütticher Ardennen, wo er bei Sprimont Sport als Kind seine ersten Fußballerfahrungen machte. Mit 13 Jahren wechselte er in die Jugend des Provinzhauptstadtclubs Standard Lüttich. Hier durchlief er die weiteren Jugendmannschaften und wurde später in der zweiten Mannschaft eingesetzt. 1978 ging er zum RFC Seraing. Mit dem Club von der Maas wurde der Abwehrspieler 1982 Meister der Zweiten Division und stieg in die Erste Division auf. 1984 verpasste der RFC als Tabellenfünfter nur knapp die UEFA-Cup-Plätze. Fünf Jahre nach dem Aufstieg mussten die Serainger zurück in die 2. Division. Grosjean spielte bis 1989 elf Jahre in Seraing und machte 157 Spiele für den Club – ein Vereinsrekord. In seiner letzten Saison feierte er mit dem Club die Vizemeisterschaft in der Zweiten Division und verpasste knapp den Aufstieg.
Grosjean wechselte zum Erstligisten KRC Mechelen, mit dem er sich 1990 wiederum aus Belgiens höchster Liga verabschieden musste. Nach zwei Spielzeiten in Mechelen ging er 1991 zu RUS Andenne-Seilles und 1993/94 ließ er seine Karriere jenseits der Grenze beim luxemburgischen Verein FC Wiltz 71 ausklingen. Dort übernahm er in der Folgesaison als Spielertrainer und in der Saison 1995/96 nur noch als Verantwortlicher sein erstes Traineramt. Mit Union Royale Namur wurde er eine Saison später Meister der “D”-Liga in Belgien. Nach der Saison 1996/97 wechselte er zu R.A.A. La Louvière in der Zweiten Division. Nach einem vierten Platz 1999 wurde der Club unter ihm im Jahr 2000 Dritter und stieg in der Relegation in die Erste Division auf. Im Januar 2001 wurde Grosjean jedoch entlassen und ging im April des Jahres zu RFC Lüttich. Hier blieb er ein Jahr, um danach ins Hennegau zu RAEC Mons in Bergen zu wechseln, mit dem er wenige Wochen später in die Erste Division aufstieg. Anfang der Saison 2003/04 wurde er in Mons entlassen; im Frühjahr 2004 fand er eine neue Anstellung bei KAS Eupen, wo er bis in die Saison 2006/07 blieb. Nach einem weiteren Jahr, in dem er für den RFC Seraing tätig war, holte ihn der Erstligaabsteiger FC Brüssel in seine Reihen. Nach dem verpassten Wiederaufstieg ging Grosjean zur Saison 2009/10 nach Luxemburg zu F91 Düdelingen. Mit dem Team, das seit 2005 fünfmal in Folge Luxemburger Meister geworden war, verpasste er 2010 als Zweiter die Titelverteidigung. 2011 gelang ihm mit den Luxemburgern jedoch der Titelgewinn. Im Juli 2011 wechselte Grosjean kurzzeitig zum belgischen Zweitligisten RCS Visé, um dann ab 2012 die U23 von Al-Shabab in Saudi-Arabien zu übernehmen. Von 2015 bis 2018 betreute Grosjean den belgischen Zweitligisten Union Saint-Gilloise und wechselte dann zu Drittligist Royal Excelsior Virton. Dort verblieb er nur einige wenige Monate. Im Juli 2019 übernahm er das Traineramt beim RFC Lüttich. Auch dort konnte er sich nicht auf Dauer durchsetzen und verließ den Verein im Dezember. Seit Januar 2020 ist er Co-Trainer beim RFC Seraing. 